# عنايتي العلياء (أبشار)
عنايتي العلياء (بالفارسية: عنایتی بالا) هي منطقة سكنية تقع في إيران في أبشار. يقدر عدد سكانها بـ 607 نسمة بحسب إحصاء 2016.